# Витрификация

Геометрия связей в материалах

Витрифика́ция («стеклование», от лат. vitrum «стекло» и лат. facio «делаю, превращаю») — переход жидкости при понижении температуры в стеклообразное состояние.

## В химии
Витрификация (или стеклование) характерна для аморфных веществ и возможна, когда между частицами вещества (атомами, молекулами, блоками) образуется достаточное количество связей, превышающее некоторое пороговое значение. В связи с этим существует некоторая пороговая температура, названная температурой стеклования (Tg). Ниже Tg аморфное вещество стеклообразно и ведёт себя как твёрдое тело, а выше Tg оно жидкоподобно.
Витрификацию часто рассматривают как фазовый переход второго рода, в котором переохлаждённый расплав при охлаждении ниже температуры стеклования, оставаясь аморфным, приобретает структуру стекла и свойства, аналогичные кристаллическим твёрдым телам. Считается, что система химических связей в витрифицированном состоянии (стекле) имеет размерность Хаусдорфа — Безиковича такую же, как в кристаллах, — равную трём, а в расплавах она фрактальна и равна 2.55±0.05.
Для витрификации необходимо избежать образования кристаллической фазы при охлаждении. Практически любой расплав можно витрифицировать, то есть перевести в стеклообразное состояние. Некоторые расплавы (из стеклообразующих веществ) не требуют для этого быстрого охлаждения. Напротив, расплавы металлов требуют для витрификации (получения металлических стёкол) чрезвычайно быстрое охлаждение.

## В криобиологии
В криобиологии слово «витрификация» часто используют как жаргонизм для обозначения метода сверхбыстрого замораживания живых объектов. При использовании метода сверхбыстрого замораживания криопротекторный раствор, в котором находятся живые объекты, не кристаллизуется при охлаждении, а переходит в стекловидное состояние. Это и послужило распространению термина «витрификация» для обозначения метода сверхбыстрого замораживания.
Наиболее часто и успешно витрификацию используют для криоконсервации ранних (преимплантационных) эмбрионов человека, лабораторных и сельскохозяйственных животных. В этом случае говорят о «витрификации эмбрионов».